# کوتلنیک
کوتلنیک (به صربی: Kotlenik) یک کوه در صربستان است که در کرالیفو واقع شده‌است. کوتلنیک ۷۴۹ متر بالاتر از سطح دریا واقع شده‌است.